# Лисарасо, Карлос
Карлос Давид Лисарасо Ландасури (англ. Carlos David Lizarazo Landazury; род. 26 апреля 1991 года, Кали, Колумбия) — колумбийский футболист, полузащитник клуба «Америка» из Кали.

## Клубная карьера
Лисарасо — воспитанник клуба «Депортиво Кали». 15 февраля 2009 года в матче против «Индепендьенте Медельин» он дебютировал в Кубке Мустанга. 18 апреля 2010 года в поединке против «Кортулуа» Карлос забил свой первый гол за «Депортиво Кали». В том же году Лисарасо стал обладателем Кубка Колумбии. 14 марта 2014 года в матче Кубка Либертадорес против аргентинского «Лануса» он забил гол.
Летом того же года Карлос перешёл в мексиканский «Крус Асуль». Сумма трансфера составила 1,2 млн. евро. В начале 2016 года он на правах аренды перешёл в американский «Даллас». 3 апреля в матче против «Коламбус Крю» Лисарасо дебютировал в MLS, заменив во втором тайме Майкла Барриоса. В том же году Карлос помог команде выиграть Кубок Ламара Ханта.
В начале 2017 года в Лисарасо вернулся на родину в «Альянса Петролера». 19 февраля в матче против «Атлетико Хуниор» дебютировал за новую команду. 23 февраля в поединке против «Ла Экидад» Карлос забил свой первый гол за «Альянса Петролера». Летом того же года Лисарасо перешёл в «Америку» из его родного Кали. 10 июля в матче против «Рионегро Агилас» он дебютировал за новый клуб.

## Достижения
Командные
 «Депортиво Кали»
- Обладатель Кубка Колумбии — 2010

 «Даллас»
- Обладатель Кубка Ламара Ханта — 2016